# 1208
سنة 1208 كانت سنة كبيسة تبدأ يوم الثلاثاء (الرابط يظهر نموذج التقويم الكامل للسنة) من التقويم اليولياني.

## مواليد
- ابن سهل الأندلسي.
- محمد بن أبي بكر البري
- جحا.
- خايمي الأول ملك أراغون.
- سيمون دي مونتفورت.

## وفيات
- إيرين أنجيلينا.
- ابن أبي الركب.
- ابن الزقاق الإشبيلي.
- فيليب السوابي.
- يعقوب بن إسحاق المحلي.
- أبو الحجاج البلوي.